# Thomas Koep
Thomas Koep (* 15. September 1990 in Köln) ist ein deutscher Radrennfahrer.
Seit 2004 ist Thomas Koep als Radsportler aktiv. Als Gesamtzweiter der Tour de Berlin 2011 erhielt er erstmals Punkte für die Rangliste der UCI Europe Tour. Von 2012 bis 2016 fuhr er für das Radsportteam Stölting. Sein größter Erfolg in dieser Zeit war der Sieg bei der Internationalen Oder-Rundfahrt im Jahre 2013.
2016 fuhr das Team Stölting als Professional Continental Team und Koep startete bei der Katar-Rundfahrt, musste aber wegen des Bruchs seines Oberarms nach einem Sturz aufgeben. Nachdem sich die Mannschaft zum Saisonende aufgelöst und Koep keinen vergleichbaren Vertrag mehr erhalten hatte, beendete er seine professionelle Laufbahn als Radsportler. Er erklärte zukünftig beruflich für den Fahrradkomponentenhersteller DT Swiss zu arbeiten und als Rennfahrer für das sozial engagierte Embrace the World-Team zu fahren, für das auch der frühere Milram-Profi Dominik Roels fährt.

## Erfolge
2013
- Gesamtwertung und eine Etappe Internationale Oder-Rundfahrt